# Das Hirtenlied vom Kaisertal
Das Hirtenlied vom Kaisertal ist ein österreichischer Heimatfilm von Max Michel aus dem Jahr 1956. Er lief auch unter dem Alternativtitel Alpenglühn im Wetterstein.

## Handlung
Nach langer Studienzeit kehrt Jakob Lechner als frisch diplomierter Ökonom in sein Dorf zurück. Während seiner Abwesenheit haben sein Vater, der Landtagsabgeordnete und Bauer Alois Lechner, und Gastwirt und Bürgermeister Huber die Heirat ihrer beiden Kinder beschlossen. Jakob denkt jedoch nicht daran, die junge Anni Huber zu heiraten. Er findet vielmehr Gefallen an Sennerin Liesl, die mit ihrem kleinen Bruder Hansl von Lechner aufgenommen wurden. Beide verdingen sich bei ihm als Magd und Hütejunge und leben auf einer Almhütte.
Der Dorfpfarrer will aus Anlass der Restaurierung der Muttergottesfigur in der Kirche ein Krippenspiel veranstalten. Obwohl Lechner Anni als Jungfrau Maria empfiehlt, entscheidet sich der Pfarrer dafür, Liesl die Rolle der Maria zu geben. Unsicher, aber stolz übernimmt sie die Rolle und übt nun eifrig mit der am Stück teilnehmenden Dorfgemeinschaft. Alois wiederum verbietet Jakob den Umgang mit Liesl. Als er zu einer Landtagssitzung abgereist ist, geht Alois dennoch auf die Alm, um Hansl bei der Suche nach einem verlorenen Schaf zu helfen. Alois ist über die Gehorsamsverweigerung so empört, dass er Jakob hinauswirft. Der zieht in die Kreisstadt.
Das Krippenspiel wird ein großer Erfolg, doch Liesl weint sich nun häufig in den Schlaf, da Jakob weggegangen ist. Hansl verspricht, Jakob wie das verloren gegangene Schaf wiederzufinden. Heimlich fährt er auf einem Milchwagen in die Stadt. Durch die Mithilfe der Stadtkinder findet er Jakob, der jedoch nicht ins Dorf zurückkehren will. Unterdessen macht auch Alois’ Frau Katharina ihrem Mann schwere Vorwürfe. Der jedoch lässt sich nicht einmal vom Pfarrer umstimmen und so packt Katharina ihre Sachen, um Jakob aufzusuchen. Erst jetzt besinnt sich Alois. Er geht zu Liesl auf die Alm. Wenig später erscheint Katharina mit Jakob und Hansl im Dorf. Alois kommt dazu und hat Liesl mitgebracht – sein Zeichen, dass er die Beziehung der beiden akzeptiert. Wenig später findet die prunkvolle Hochzeit von Liesl und Jakob statt.

## Produktion
Das Hirtenlied vom Kaisertal erlebte am 21. Dezember 1956 in Innsbruck seine Premiere. Die deutsche Erstaufführung fand vier Tage später statt.
Carl de Groofs Filmmusik verwendet unter anderem den Titel Der Hirtenbub vom Kaisertal. Die Liedtexte stammen von Thomas Traut, die Musik komponierte Rudi Stemmler. Die musikalische Begleitung spielten das Symphonie-Orchester Graunke und das Telefunken-Tanzorchester Hugo Strasser ein. Es singen die Wiener Sängerknaben.
Die Bauten schuf Theodor Harisch, die Kostüme stammen von Maxi Tschunko. Drehorte waren u. a. Ort und Pfarrkirche in Seefeld in Tirol.

## Kritik
Der Verleih kündigte den Film als „ein Hohelied der Liebe und Treue, das alle Publikumswünsche erfüllt“, an.
Für den film-dienst war Das Hirtenlied vom Kaisertal ein „trivialer Heimatfilm aus den österreichischen Alpen mit aufgesetzter Volkstümlichkeit, glatt und spekulativ inszeniert.“
Cinema nannte den Film „Schmarrn“ und reimte: „Hirtenlied, Kaisertal: Stuss von Anno dazumal“.